# Strafkammer
Als Strafkammern bezeichnet man die in der Berufungsinstanz tätigen kleinen und die in erster Instanz zuständigen großen Kammern der Landgerichte im Strafverfahren. 

## Personelle Besetzung
Kleine Strafkammern sind mit einem Berufsrichter und zwei Schöffen besetzt. Große Strafkammern sind grundsätzlich mit drei Berufsrichtern und zwei Schöffen besetzt – falls sie jedoch nicht als Schwurgericht tagen, so können sie im Eröffnungsbeschluss (siehe Zwischenverfahren) bestimmen, dass in der Hauptverhandlung nur zwei Berufsrichter und zwei Schöffen tätig werden, was der Regelfall ist (§ 76 Absatz 2 GVG).

## Zuständigkeit
Die kleinen Strafkammern sind nach § 76 Absatz 1 GVG zuständig für Berufungen gegen Urteile des Strafrichters oder des Schöffengerichtes (beide am Amtsgericht). Bei Berufungen gegen Urteile eines Jugendschöffengerichts ist die Große Jugendkammer zuständig.
Die großen Strafkammern sind in erster Instanz zuständig für die Verbrechen und Vergehen, die nicht in den Zuständigkeitsbereich des Strafrichters, des Schöffengerichts und des Oberlandesgerichts fallen oder die wegen ihrer besonderen Bedeutung durch die Staatsanwaltschaft beim Landgericht angeklagt werden. Das Schwurgericht ist zuständig für die Schwerstkriminalität, die gegen das Leben gerichtet ist, also Mord, Totschlag und die erfolgsqualifizierten Vorsatzdelikte mit Todesfolge.
Weiterhin sind als besondere Kammern Wirtschaftsstrafkammern, eine Staatsschutzkammer (§ 74a GVG) (sofern ein Oberlandesgericht im Bezirk des Landgerichts liegt) und die Jugendkammern (§ 33b JGG), die in Jugendstrafsachen und Jugendschutzsachen tätig werden, eingerichtet.